# George Shearing
George Shearing (London, 1919. augusztus 13. – New York, 2011. február 14.) brit dzsesszzongorista, zeneszerző.

## Pályakép
George Shearing kilenc gyermek közül a legfiatalabbként született. Születése óta vak volt. Háromévesen kezdett zongorázni. Battersea-ben nőtt fel, és a Linden Lodge School for the Blindba járt, ahol zenei oktatásban is részesült. Dzsesszfelvételek hallgatott,  például Teddy Wilsont és Fats Wallert.
Önállóan tanulta meg a dzsessz zenei alapjait, és hamarosan London szállodáiban, klubjaiban és bárjaiban lépett fel; alkalmanként egyedül, gyakrabban egy tánczenekarban. Amikor 1939-benLeonard Feather meghallotta egy jam session-ön a Rhythm Clubban, elintézte az első lemezfelvételét; később megszervezte az Egyesült Államokba való átköltözését is.
„A gitáros az alsó regiszterben játssza a dallamot, a vibrafon egy oktávval feljebb szól, a zongora kitölti a közepét, és lejátssza az összes részt. Valójában megvan a Glenn Miller hangzás minden verziója.”
1940-ben Shearing tagja lett Harry Parry akkoriban népszerű zenekarának. Játszott a BBC-nek, többek között Stéphane Grappelli jazzhegedűssel és Jimmy Skidmore-ral, valamint Frank Weirrel.
1948-ban szólistaként, majd csoportokkal szerepelt a Three Deucesben. 1949 januárjában egy kvintettet vezetett a Clique Clubban, amelyben Buddy DeFranco is szerepelt.
1955-ben állampolgárságot kapott.
Zongoristaként az évek során olyan kvintettben zenészekkel szerepelt, mint Cal Tjader, Charlie Shoemake, Chuck Wayne, Marjorie Hyams, Denzil Best, Israel Crosby, Joe Pass, Pat Martino, Emil Richards, Toots Thielemans és Gary Burton.
Shearing számos nagy sikerű lemezt rögzített; köztük van a „September in the Rain” és a „Lullaby of Birdland”. A „She” és a „Conception” című szerzeményei is dzsessz-sztenderdekké váltak.
Játszott a Montgomery Brothersszel, Marian McPartlanddal, Brian Torffal, Jim Hallal, Hank Jonesszal, Kenny Davernnel, Stix Hooperral és Neil Swainsonnal. Olyan énekesek is dolgoztak vele, mint Nat King Cole, Peggy Lee, Ernestine Anderson és Carmen McRae. Mel Torméval folytatott együttműködése az 1980-as években két Grammy-díjat is eredményezett.
Shearing később trióban, egyre inkább duóban valamint szólistaként is fellépett.
Klasszikus zenét is játszott. Szólóinak egy része Claude Debussy és Erik Satie stílusával rokon. Rosszakarói Shearinget gyakran koktélzongoristának titulálták. Állítólag ő Thelonious Monkot „zongorahangolónak” nevezte.
2004-ben Shearing visszavonult. 2007-ben II. Erzsébet királynő lovaggá ütötte. 2011. február 14-én szívelégtelenségből eredő szövődmények következtében meghalt.

## Lemezválogatás
- 1951: An Evening comGeorge Shearing Quintet
- 1952: I Hear Music
- 1955: The Shearing Spell
- 1956: Black Satin
- 1958: In the Night
- 1960: The Swing's Mutual
- 1961: Nat King Cole Sings/George Shearing Plays
- 1962: Jazz Moments
- 1962: Shearing Bossa Nova
- 1974: My Ship
- 1976: The Reunion
- 1979: Blues Alley Jazz (live)
- 1979: Concerto for Classic Guitar and Jazz Piano
- 1980: On a Clear Day
- 1982: George Shearing & Mel Tormé
- 1986: More Grand Piano
- 1980: On a Clear Day
- 1992: Walkin': Live at Blue Note
- 1994: Great Britain's Marian McPartlan

## Filmek
- 2003: George Shearing – Jazz Legend
- 2004: George Shearing: Lullaby of Birdland
- 2004: Swing Era – George Shearing
- 2004: Joe Williams with George Shearing: A Song is Born
- 2005: Duo Featuring Neil Swainson

## Díjak
- 1968: Golden Plate Award of the American Academy of Achievement
- 1978: Horatio Alger Award for Distinguished Americans
- 1975: Tiszteletbeli zenedoktor: Westminster College, Salt Lake City, Utah
- 1983: Grammy-díj, An Evening with George Shearing & Mel Tormé
- 1984: Grammy-díj, Top Drawer
- 1993: Ivor Novello Award: Életműdíj
- 1994: A New York-i Hamilton College tiszteletbeli zenedoktori fokozata
- 1996: II. Erzsébet királynő születésnapi kitüntetéseinek listája: „zenei szolgálatokért és az angol-amerikai kapcsolatokért”
- 2003: Életműdíj a BBC Jazz Awards-tól
- 2007: Knighted for services to music

## Érdekesség
Jack Kerouac egy hosszú, jelentős részt szentelt George Shearing zongoraművésznek az On the Roadban.